# MAX (gen)

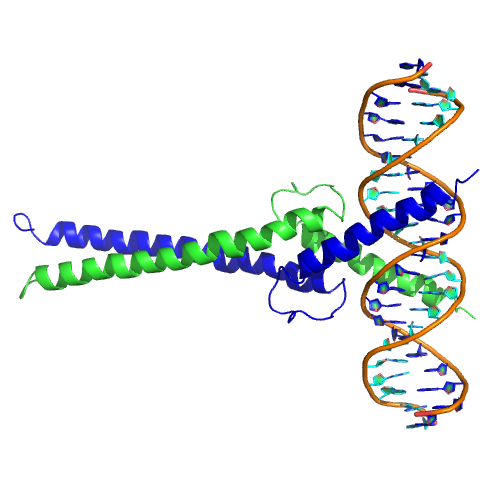
Descripción:Max transcription factor bound to DNA

MAX (también conocido como factor X asociado a myc) es un gen que en humaos codifica el factor de transcripción MAX.

## Función
EL producto proteico de MAX contiene los motivos básicos hélice-bucle-hélice y cremallera de leucina. Por lo tanto, se incluye en la familia bHLHZ de factores de transcripción. Es capaz de formar homodímeros con otras proteínas MAX y heterodímeros con otros factores de trascripción, incluidos Mad, Mxl1 y Myc. Los homodímeros y heterodímeros compiten por un sitio objetivo de ADN común (la caja E) en una zona promotora de genes. La reordenación de dímeros (p. Ej., Mad: Max, Max: Myx) proporciona un sistema de regulación transcripcional con una mayor diversidad de dianas genéticas. Max debe dimerizarse para ser biológicamente activo.
Los hetero y homodímeros transcripcionalmente activos que involucran a Max pueden promover la proliferación celular así como la apoptosis.

## Interacciones
Se ha demostrado que el producto proteico de Mac interactúa con:
- Myc,[4][5][6][7][8]
- MNT,
- MSH2,[9]
- MXD1,[10][11][12][13]
- MXI1,[14][15][16][17]
- MYCL1,
- N-Myc,[18]
- SPAG9,
- TEAD1,[19] y
- Transformación / transcripción de proteínas asociadas al dominio .

## Relevancia clínica
Este gen se ha demostrado mutado en casos de feocromocitoma hereditario. Más recientemente, el gen Max se muta y se inactiva en el cáncer de pulmón de células pequeñas (SCLC). Esto es mutuamente exclusivo con alteraciones en Myc y BRG1, este último codifica una ATPasa del complejo SWI/SNF. Se demostró que el producto BRG1 regula la expresión de Max a través del reclutamiento directo a la región promotora Max, y que el agotamiento de BRG1 dificulta fuertemente el crecimiento celular específicamente en células deficientes en Max, lo que sugiere que los dos juntos causan letalidad sintética. Además, Max requirió que BRG1 activara programas transcripcionales neuroendocrinos y que regulara los objetivos Myc, como los genes relacionados con glucolíticos.